# Palais de la Banque et caisse d'épargne de l'État
Le palais de la Banque et caisse d'épargne de l'État (en luxembourgeois : Spuerkeessgebai) est un bâtiment historique de la ville de Luxembourg au Luxembourg.

## Histoire
Le bâtiment, conçu par l'architecte Jean-Pierre Koenig, est construit pour abriter la Banque et caisse d'épargne de l'État, aussi connue comme Spuerkeess. Le palais est inauguré le 15 novembre 1913, sans cérémonie officielle, trois ans après le début des travaux.

## Description
Le bâtiment, situé sur la place de Metz dans le quartier de Gare à proximité immédiate du pont Adolphe, présente un style néo-Renaissance d'inspiration française avec des éléments Art nouveau. L'élément le plus marquant est sa tour de l'horloge, de forme polygonale, haute de 46 mètres.
L'entrée principale est flanquée de deux sculptures, œuvre de Jean Mich. À gauche se trouve Mercure, le dieu romain du commerce, vêtu d'une tunique courte et d'un manteau, représenté avec une corne d'abondance dans une main et un rouleau de parchemin dans l'autre. À droite de l'entrée se trouve la déesse Fortuna, vêtue d'une longue robe et d'un manteau, portant un sac plein et un rouleau de parchemin dans les mains.

## Galerie d'images

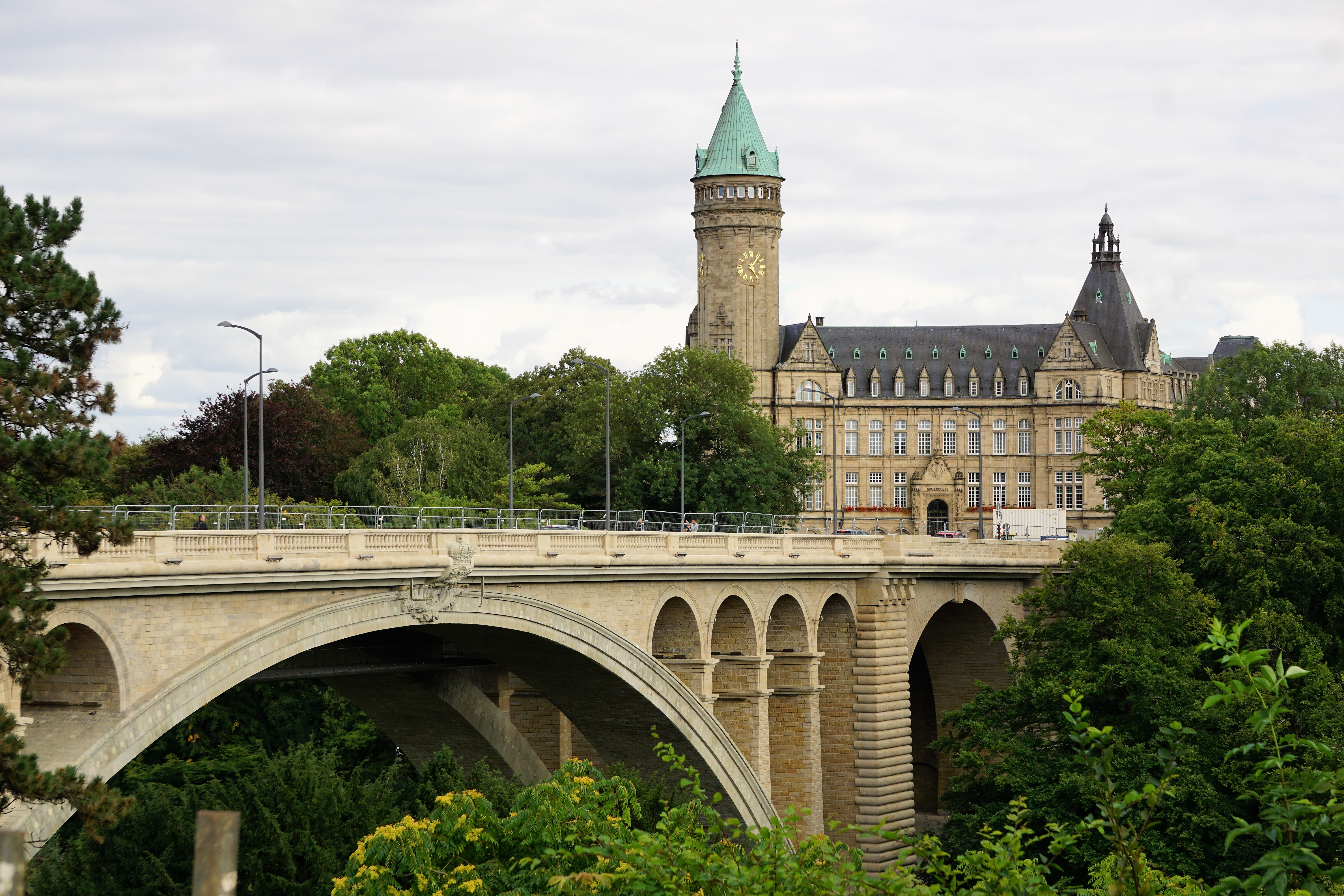
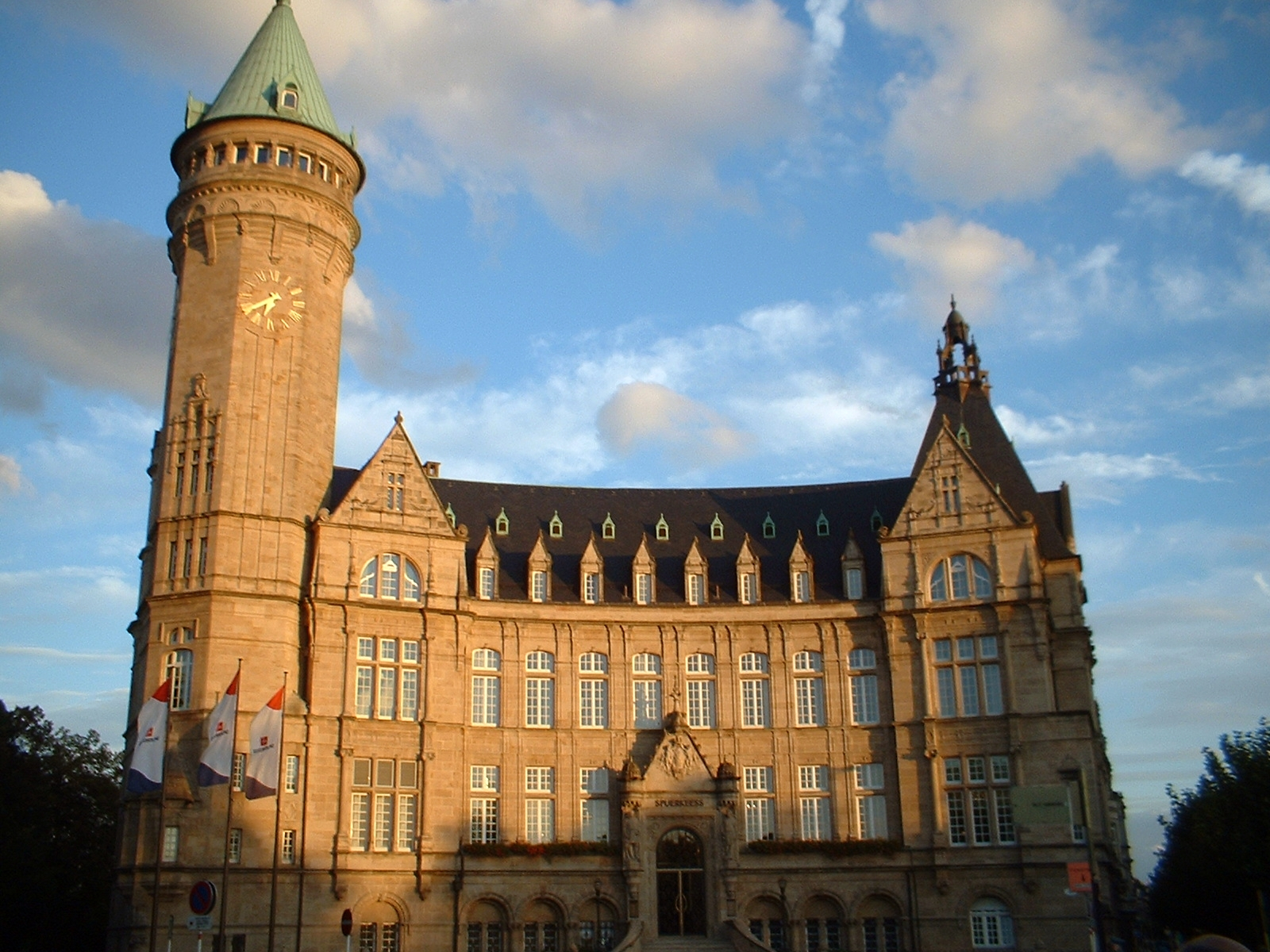
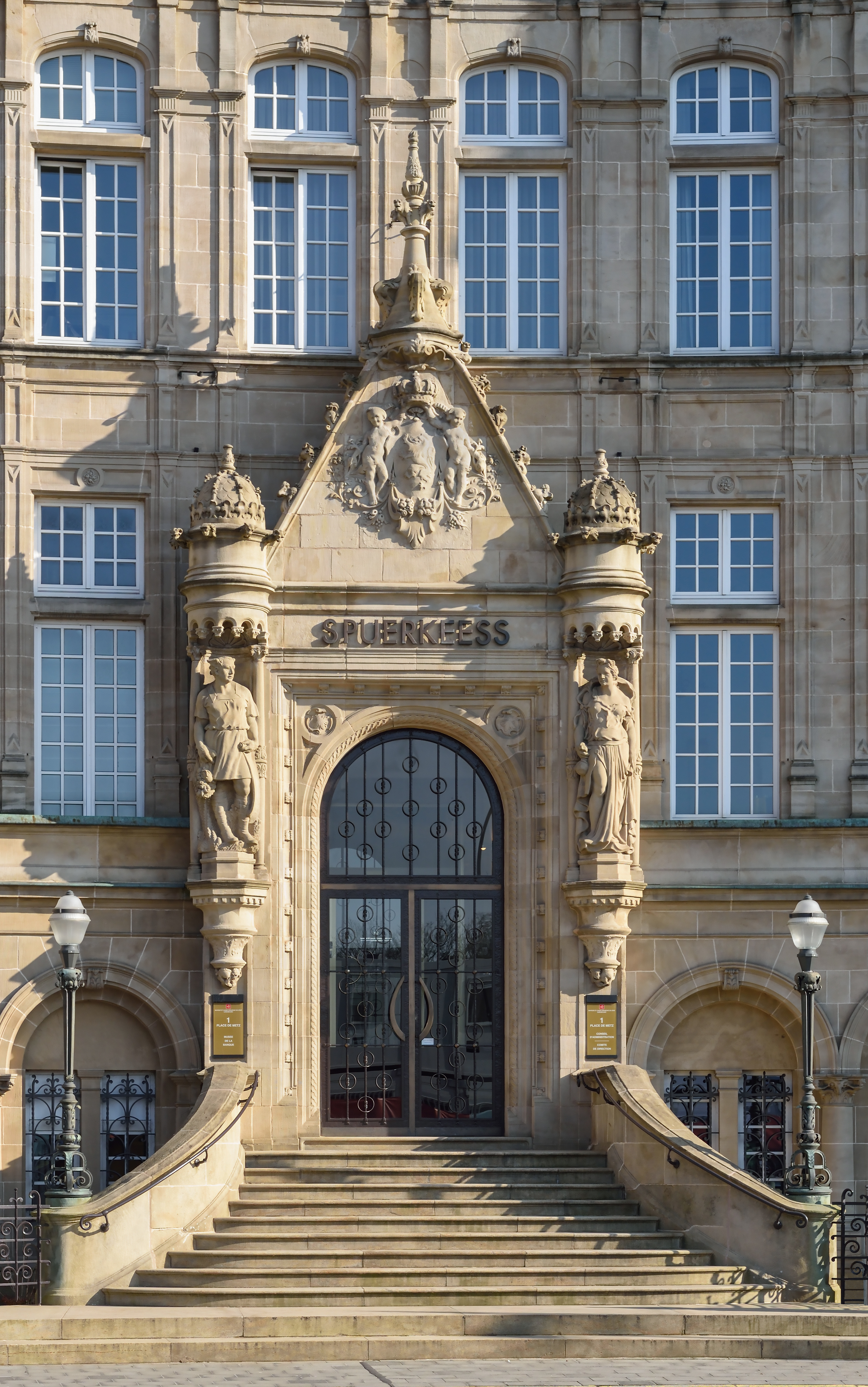
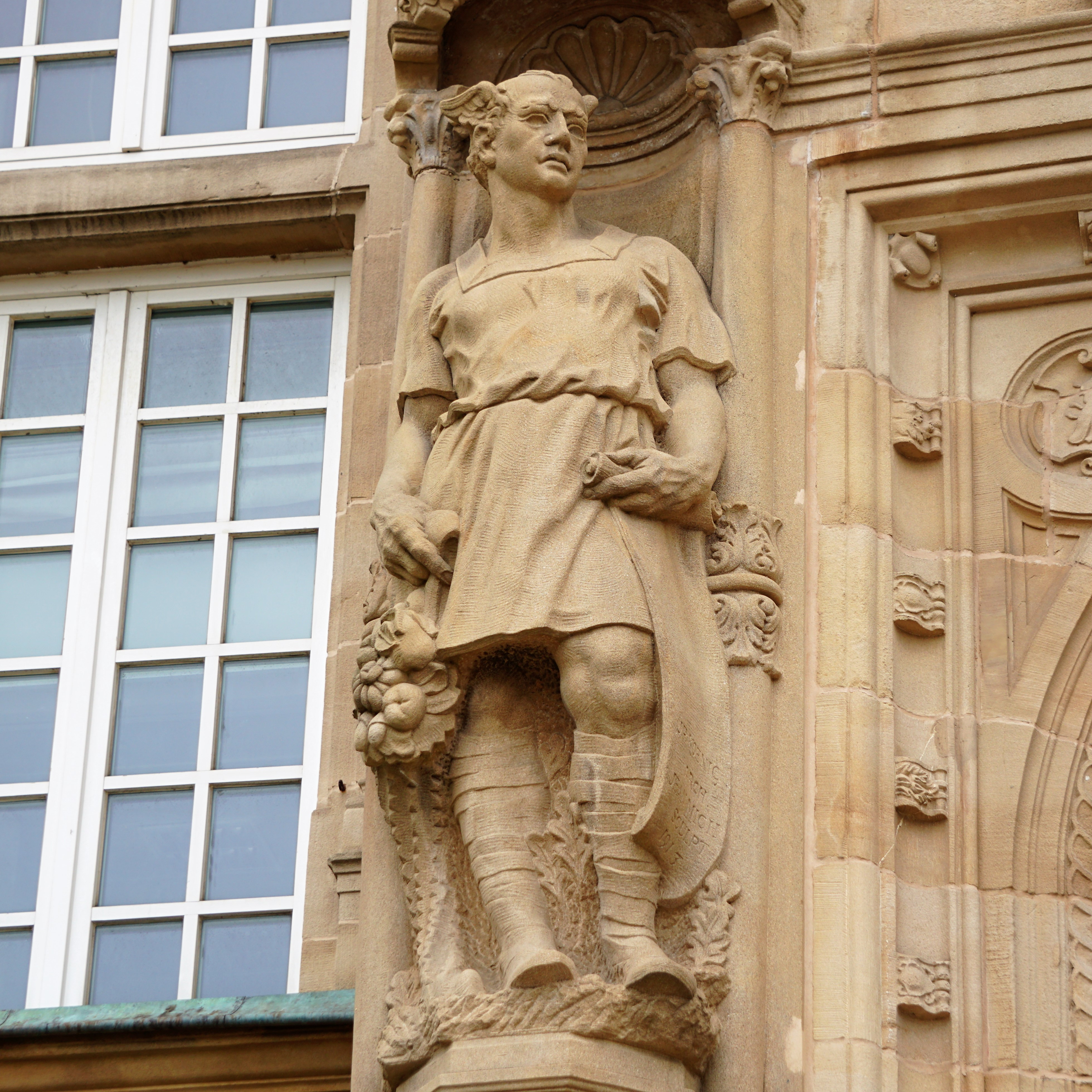
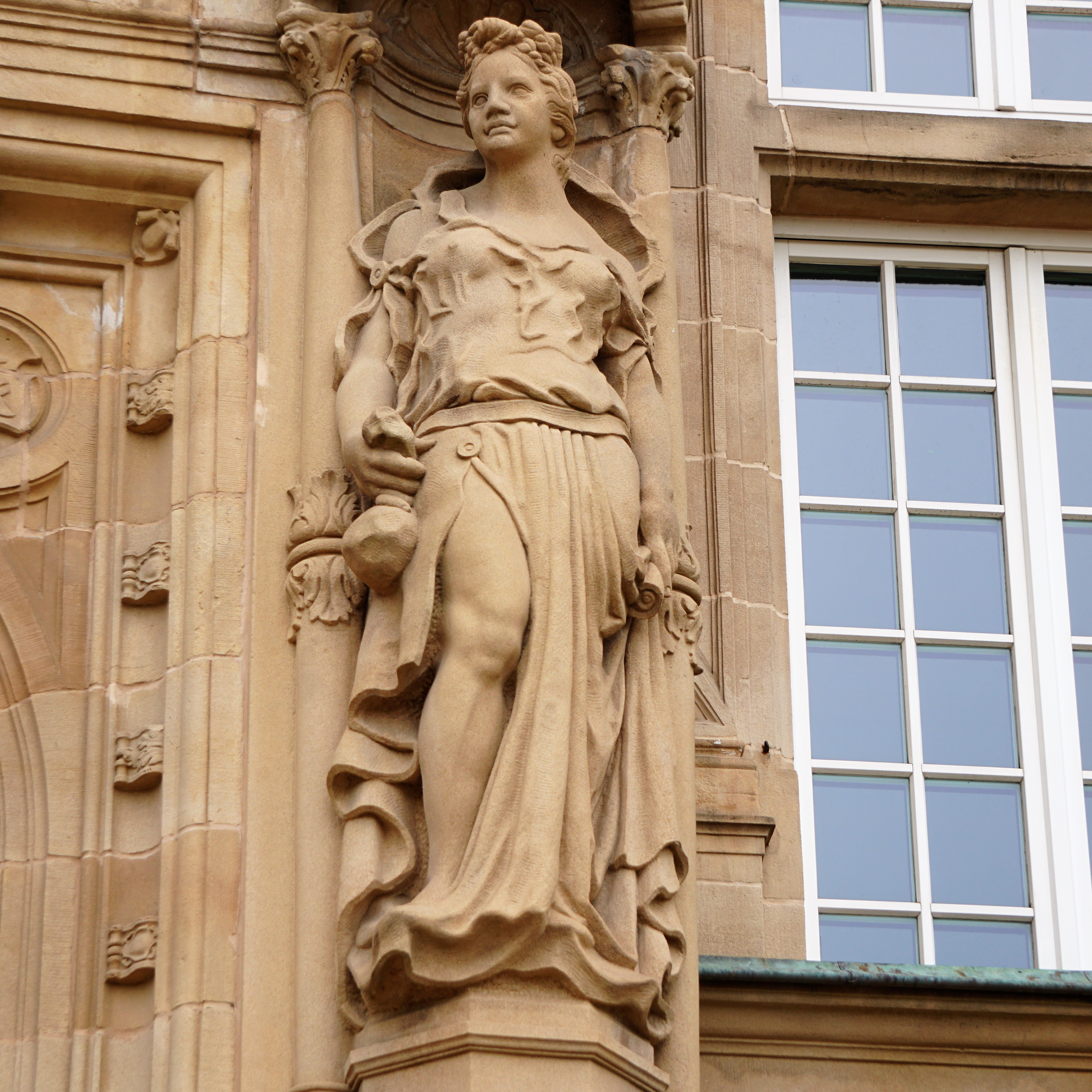